# Wimy
Wimy is een gemeente in het Franse departement Aisne, regio Hauts-de-France  (tot 2016 regio Picardië) en telt 502 inwoners (2008). De plaats maakt deel uit van het arrondissement Vervins.
De kerk in het centrum, de Église Saint-Martin, is een vestingkerk. De kerk heeft een westfront met een van de grootste donjons in de Thiérache, geflankeerd door twee ronde torens met een doorsnede van 5 meter.

## Geografie
De oppervlakte van Wimy bedraagt 12,1 km², de bevolkingsdichtheid is 39,4 inwoners per km².
De onderstaande kaart toont de ligging van Wimy met de belangrijkste infrastructuur en aangrenzende gemeenten.

## Demografie
Onderstaande figuur toont het verloop van het inwonertal (bron: INSEE-tellingen).
Vanwege een beveiligingsprobleem met de MediaWiki Graph-software is het momenteel niet mogelijk deze grafiek weer te geven. Zodra de software is bijgewerkt zal de grafiek vanzelf weer zichtbaar worden.